# Boca (Włochy)
Boca – miejscowość i gmina we Włoszech, w regionie Piemont, w prowincji Novara.
Według danych na rok 2004 gminę zamieszkiwało 1186 osób, 131,8 os./km².